# Giuseppe Armanini
Giuseppe Armanini (Milà, 14 de maig de 1874 - idm. 15 de maig de 1915) fou un tenor italià.
Va estudiar a Milà amb Alberto Selva i va fer el seu debut en 1898 en el Teatre Argentina de Roma a Otello com Cassio. El 1902 va fer el segon debut com a primer tenor en Faust al Teatre Dal Verme. Després va cantar amb el Castellano Opera Company durant la gira europea. Més tard va aparèixer en els teatres d'òpera italians, va fer una aparició a Lisboa, Moscou i Sant Petersburg i va recórrer el 1907 Amèrica del Sud. El 1911 va fer el seu debut a La Scala de Il matrimonio segreto de Cimarosa. El 1911 va cantar allà a Fior di neve de Filiasi. En 1912 Armanini va aparèixer de nou a La Scala com Fenton a Les alegres comares de Windsor de Nicolai, el 1913 va cantar al Teatro Massimo de Palerm com Alfredo a La traviata. Va morir en el millor de la seva carrera, un dia després del seu aniversari 41 anys.
Va fer diverses gravacions d'àries d'òpera per la Discogràfica Columbia Records.